# Abiogeneza
Ábíogenéza je teorija o spontanem nastanku živega iz nežive snovi. Po njenih načelih naj bi nastalo tudi življenje na Zemlji. Ne smemo je zamenjevati z evolucijo, ki preučuje, kako so se živa bitja s časom spreminjala, niti ne s kozmologijo, ki se ukvarja z vprašanjem o nastanku vesolja. Večina aminokislin, ki jim pogosto pravimo »gradniki življenja«, lahko nastane v kemijskih reakcijah, ki niso nujno vezane na življenje, kot je pokazal Miller-Ureyev poskus in podobni poskusi, pri katerih so v laboratoriju simulirali razmere zgodnje Zemlje. V vseh živih bitjih so aminokisline vezane v beljakovine, sestavo teh beljakovin pa usmerjajo nukleinske kisline. Abiogeneza se osredotoča na vprašanje, katere od teh organskih molekul so se pojavile prve in kako so oblikovale življenje.
Vsaka teorija abiogeneze mora vsebovati dva vidika: podvojevanje in metabolizem. Teorije se razlikujejo pri odgovoru na vprašanje, kateri od njiju se je pojavil prvi. Zgodnejše teorije so na prvo mesto postavljale metabolizem (Oparinov koacervat), kasnejše teorije pa so prednost dajale podvojevanju.
Sodobni, a še vedno ne povsem popolni pogled, zagovarja tezo, da so bila prva živa bitja na Zemlji enocelični prokarionti (brez celičnega jedra), ki so se morda razvili iz protobiontov (organskih molekul, obdanih z membrani podobno strukturo).  Najstarejši najdeni fosilni ostanki mikrobom podobnih predmetov izvirajo iz časa pred 3,5 milijarde let, oziroma približno milijardo let po nastanku Zemlje same. Z razmerji stabilnih izotopov ogljika, železa in žvepla so pokazali vpliv živih bitij na anorganske minerale in usedline v starosti 2,4 milijarde let, molekulski biomarkerji pa kažejo na fotosintezo, kar kaže na to, da je bilo življenje na Zemlji v tem obdobju že močno razširjeno.